# کرینیتسا-زدروی
کرینیتسا-زدروی (لهستانی: Krynica-Zdrój؛ ‏[krɨˈɲit͡sa ˈzdrui̯]) شهرکی در شهرستان نوو سانچ واقع در استان لهستان کوچک در جنوب این کشور است که حدود ۱۱۰۰۰ نفر جمعیت دارد. این شهر دارای چشمه‌های چشمه آب‌معدنی و درمانی است و بدین سبب «مروارید اسپاهای لهستان» نامیده می‌شود و همچنین یک استراحتگاه اسکی هم محسوب می‌شود.

## شهرهای خواهرخوانده
- امرشام، انگلستان، بریتانیا
- باد زوندن-الندورف، هسن، آلمان
- باتو، اندونزی
- مالنگ، اندونزی
- باردیو، اسلواکی